# Rudy Fernández
Rodolfo Fernández Farrés, znany także jako Rudy Fernández (ur. 4 kwietnia 1985 w Palma de Mallorca) – hiszpański koszykarz, grający na pozycji niskiego skrzydłowego bądź rzucającego obrońcy. Obecnie zawodnik Realu Madryt.

## Dzieciństwo i młodość
Rodolfo Fernández Farrés przyszedł na świat, jako drugie dziecko byłych zawodowych koszykarzy: Rodolfo Fernándeza i Maite Farrés. Początkowo Rudy zafascynowany był piłką nożną, występując nawet w młodzieżowej drużynie San José Obrero w mieście Palma de Mallorca. Gdy miał 13 lat, jego rodzice przeprowadzili się do Badalony, a Fernandez dołączając do młodzieżowej drużyny Joventutu Badalona, gdzie grali jego rodzice. Rozpoczął tam swoją koszykarską karierę. W 2002 roku zwyciężył wraz ze swoją drużyną w juniorskim turnieju l’Hospitalet, którego został wybrany najbardziej wartościowym zawodnikiem. Po przejściu wszystkich etapów szkolenia w młodzieżowych drużynach i występach w juniorskich reprezentacjach Hiszpanii, Fernandez dołączył do pierwszej drużyny Joventutu Badalona.

## Profesjonalna kariera
W seniorskiej drużynie Joventutu Badalona debiutował w sezonie 2001/2002. W 2006 roku zdobył z zespołem FIBA EuroCup. Do NBA został wybrany z 24. numerem w drafcie w 2007 roku przez Phoenix Suns, jednak prawa do niego przekazano Portland Trail Blazers. Kontrakt z tym zespołem podpisał rok później.
W sezonie 2008/09 ustanowił rekord sezonu zasadniczego NBA, trafiając 159 celnych rzutów za 3 punkty, jako debiutant. Wynik ten został poprawiony podczas kolejnych rozgrywek przez Stephena Curry.
Wziął udział w Slam Dunk Contest w 2009 roku. W dzień draftu został wymieniony do Dallas Mavericks. We wrześniu 2011 roku podpisał na czas lokautu kontrakt z Realem Madryt.
W grudniu 2012 został wymieniony przez Dallas Mavericks do Denver Nuggets razem z Coreyem Brewerem.
Mierzący 198 cm wzrostu koszykarz jest członkiem hiszpańskiej drużyny narodowej. Zdobył z nią złoty medal MŚ 2006 oraz srebrny medal ME 07, wcześniej był w składzie na IO 2004 oraz ME 2005. W Pekinie i Londynie wywalczył olimpijskie srebro. W 2009 i 2011 wraz z reprezentacją Hiszpanii zdobył mistrzostwo Europy.
Jego siostra Marta Fernández także jest koszykarką, reprezentantką kraju.

## Osiągnięcia

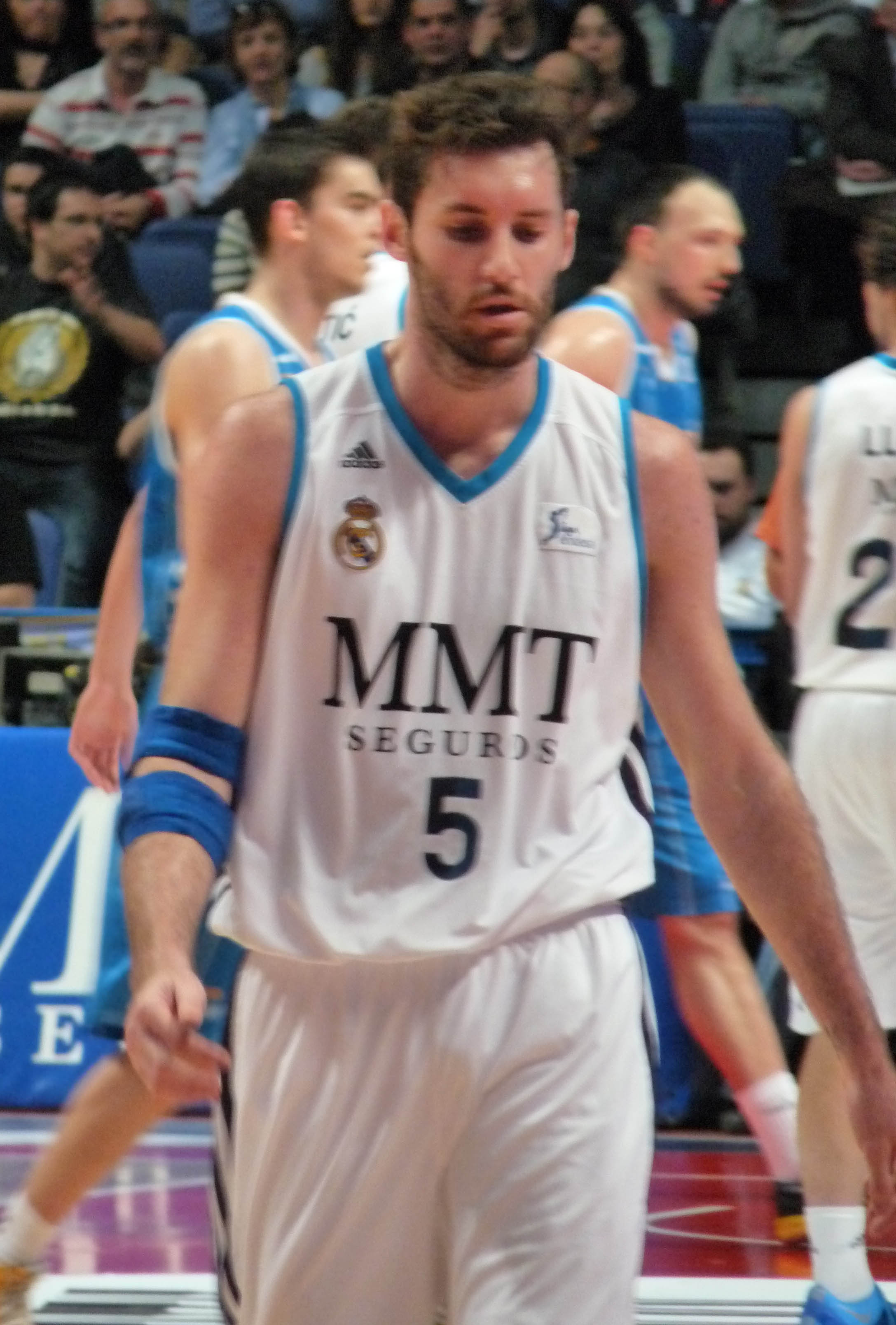
Fernández podczas spotkania Real-CB Sevilla (marzec 2013)

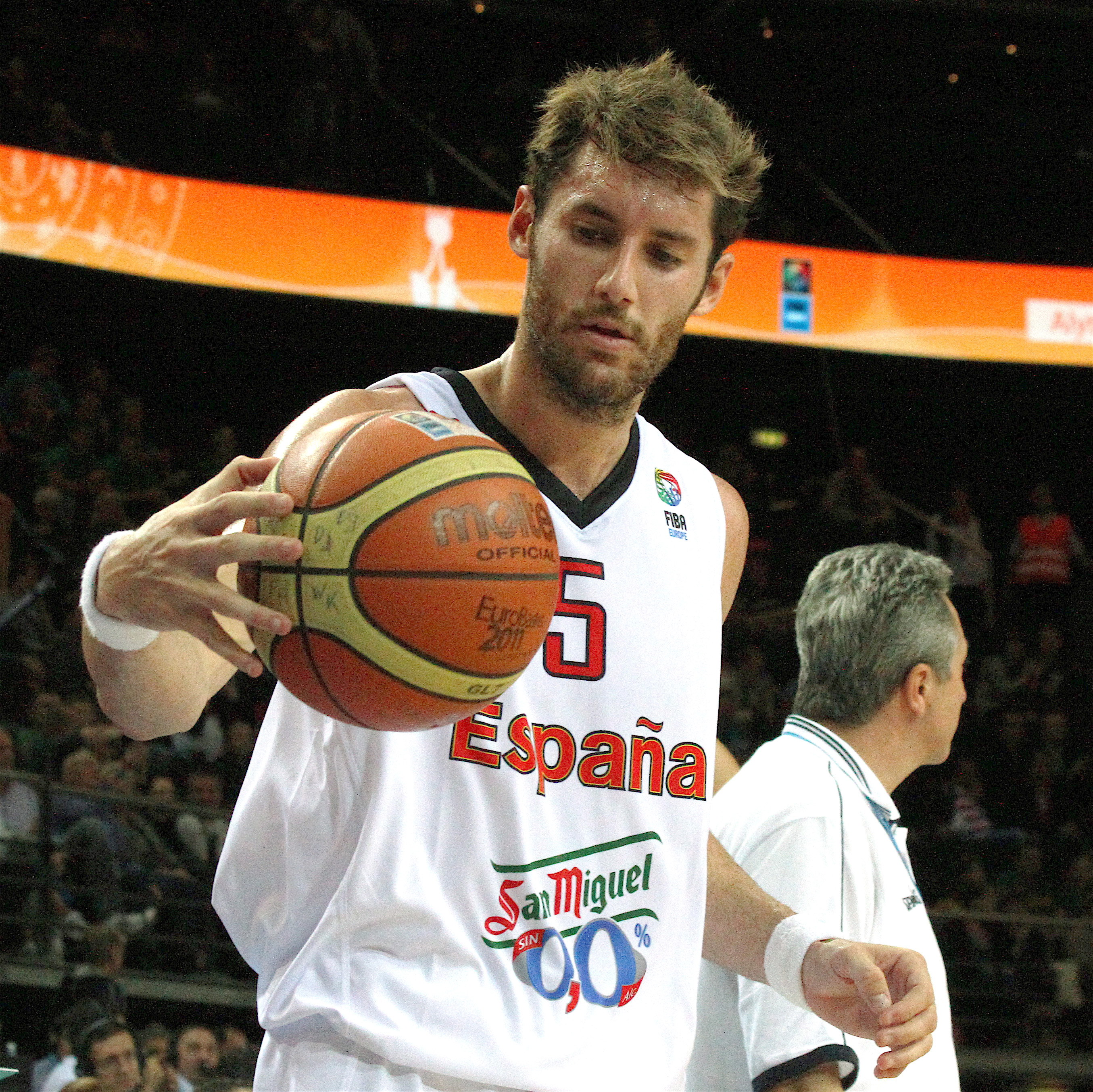
Fernández w barwach kadry Hiszpanii podczas Eurobasketu 2011.

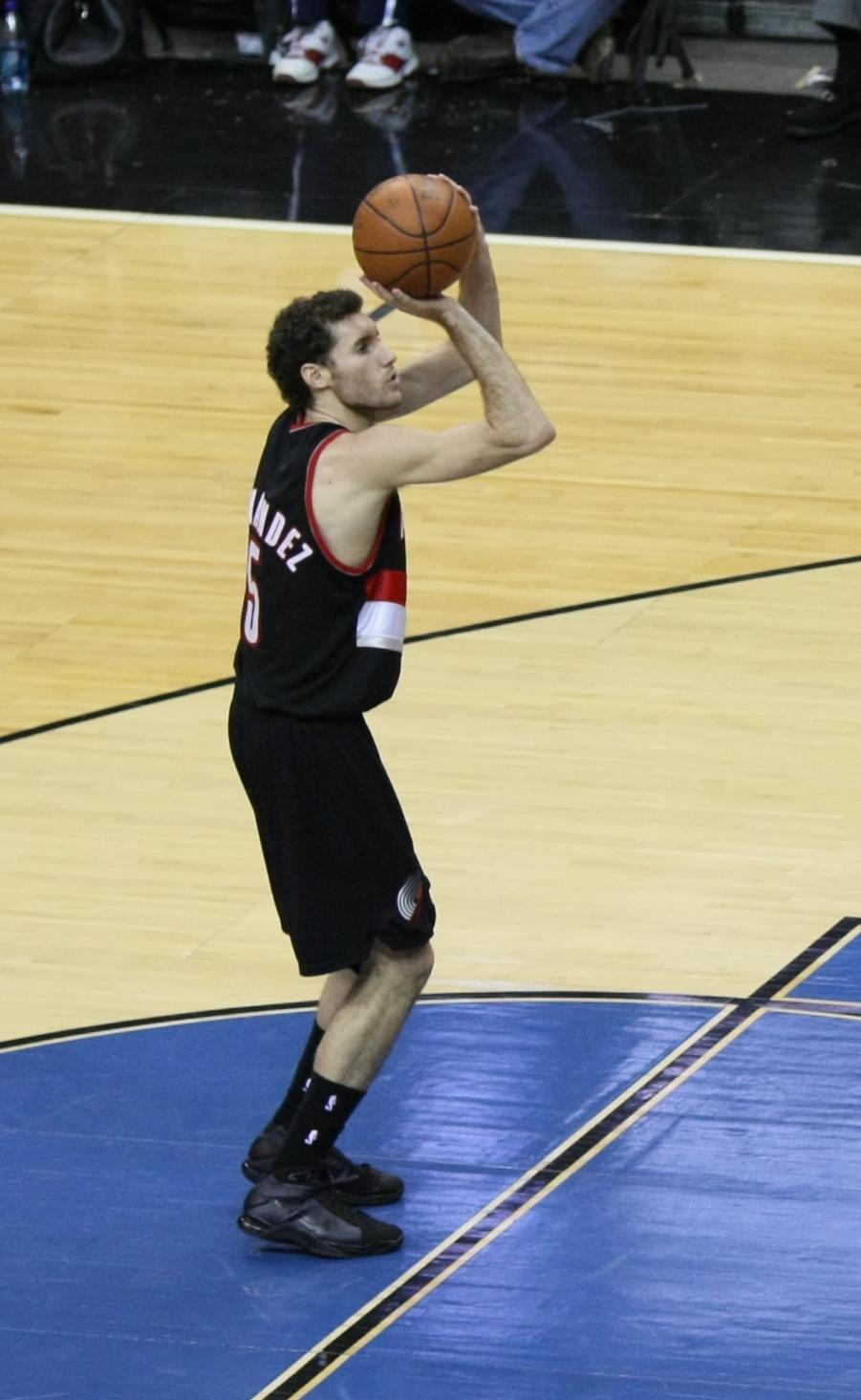
Fernández jako zawodnik Portland Trail Blazers (2008).

Stan na 14 września 2023, na podstawie, o ile nie zaznaczono inaczej.

### NBA
- Wybrany do II składu debiutantów NBA (2009)[12]
- Uczestnik:
  - konkursu wsadów NBA (2009)
  - spotkania Rookie Challenge (2009)

### Hiszpania
Drużynowe
- Mistrz:
  - Euroligi (2015, 2018, 2023)
  - Eurocup (2008)
  - EuroChallenge (2006)
  - Hiszpanii (2013, 2015, 2016, 2018, 2019)
  - Katalonii (2005, 2007)
- Wicemistrz:
  - Euroligi (2013, 2014)
  - Hiszpanii (2014, 2017, 2021)
- 3. miejsce w Eurolidze (2019)
- 4. miejsce w Eurolidze (2017)
- Zdobywca:
  - Pucharu Hiszpanii (2008, 2014, 2015, 2016, 2017, 2020)
  - Superpucharu Hiszpanii (2012, 2013, 2014, 2018–2022)
- Finalista pucharu Hiszpanii (2018, 2019, 2021)
- dwukrotny zwycięzca turnieju Catalan (2005, 2007)

Indywidualne
- MVP:
  - finałów:
    - Eurocup (2008)
    - ACB (2018)
    - mistrzostw Katalonii (2007)

  - EuroChallenge Final Four (2006)
  - Pucharu Hiszpanii (2004, 2008, 2015)
  - Superpucharu Hiszpanii (2012)
- Obrońca Roku (2008)
- Laureat nagród:
  - Euroleague Rising Star (2007)
  - FIBA Europe Young Men’s Player of the Year Award (2006)
  - Most Spectacular Player of the Year (2013)
- Zaliczony do: 
  - I składu:
    - Euroligi (2013, 2014)
    - ACB (2007, 2008, 2013, 2014)

  - II składu Euroligi (2015)
- Lider:
  - strzelców ACB (2008)
  - ACB w przechwytach (2008)

### Reprezentacja
- Mistrz:
  - świata (2006)
  - Europy (2009, 2011, 2015)
- Wicemistrz:
  - olimpijski (2008, 2012)
  - Europy (2007)
- Brązowy medalista:
  - mistrzostw:
    - Europy (2013)
    - Europy U–16 (2001)

  - olimpijski (2016)[13]
- Uczestnik mistrzostw świata (2006, 2010 – 6. miejsce, 2023 – 9. miejsce[14])
- Zaliczony do I składu Eurobasketu (2009)
- Lider Eurobasketu w skuteczności rzutów wolnych (2009 – 88%)[15]